# Claxton (Norfolk)
Claxton è un villaggio e parrocchia civile dell'Inghilterra, appartenente alla contea del Norfolk.